# Rörvik
Rörvik ist ein Ort (tätort) in der schwedischen Provinz Jönköpings län und der historischen Provinz Småland. Er ist Teil der Gemeinde Sävsjö, zählt 523 Einwohner (Stand 2010) und liegt im Süden des Gemeindegebiets.

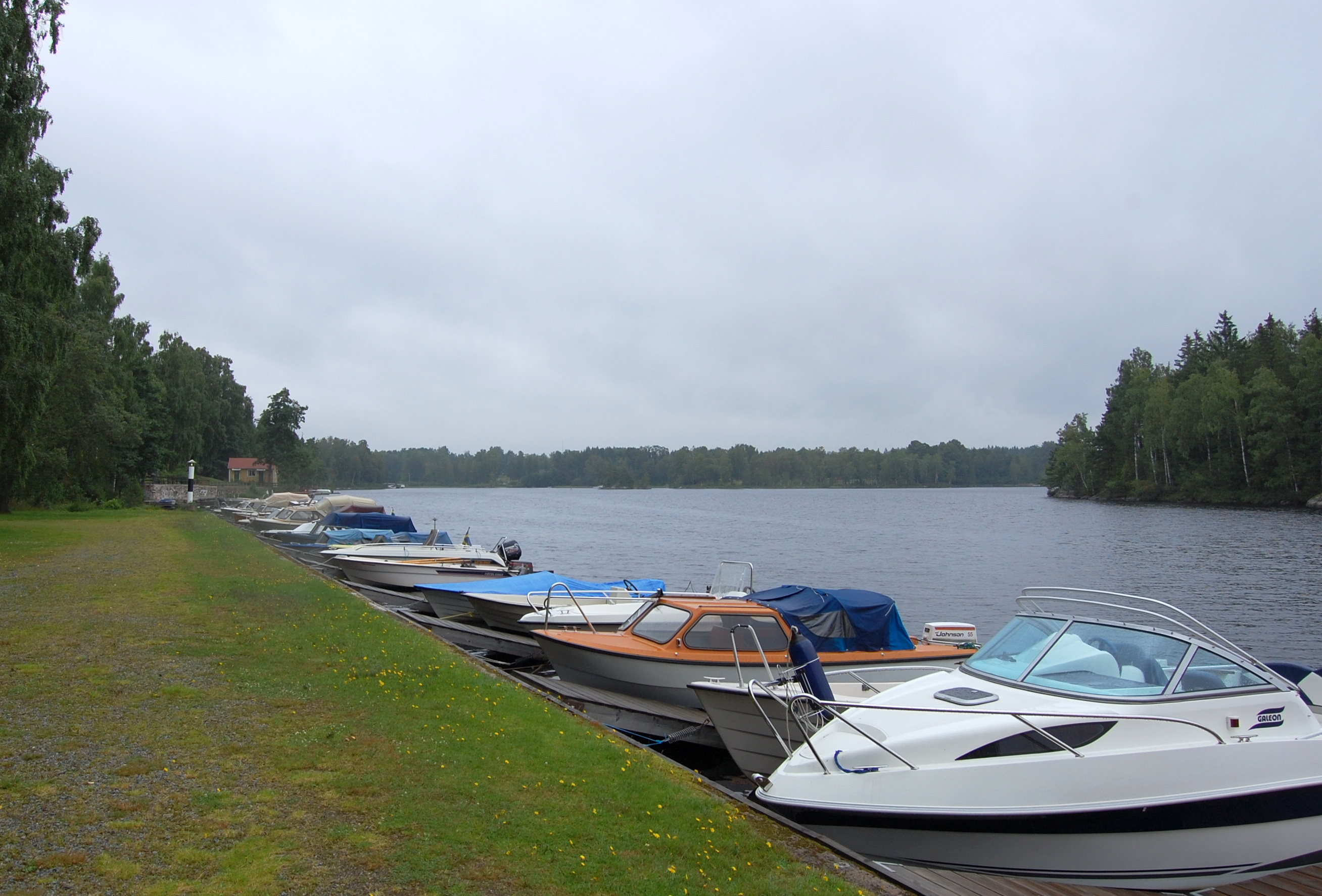
Hafen Rörviks am Ufer des Allgunnen

Rörvik ist von mehreren Seen umgeben. Östlich befindet sich der Allgunnen, an dessen Ufer ein kleiner Hafen liegt. Im See ist dem Ort die Insel Ljungö vorgelagert. Südlich liegt der kleine Fållekullsgölen. Am westlich des Orts gelegenen Svinasjön befindet sich eine Badeanstalt. Nördlich des Orts erstreckt sich der Hillen. Die Umgebung Rörviks ist durch die hügelige Landschaft des Südschwedischen Hochlands mit ausgedehnten Wäldern geprägt.
Der Ort liegt an der Eisenbahnstrecke Södra stambanan die Malmö mit Katrineholm verbindet und entstand mit dem Bau der Strecke. Die Bahnstrecke wurde in diesem Abschnitt am 1. Januar 1914 eröffnet. Rörvik wird jedoch derzeit nicht im Personenverkehr bedient. Am 1. Juli 1916 eröffnete im Ort eine Post. Das an der Börse notierte Unternehmen Rörvik Timber AB hat in Rörvik seinen Ursprung. Ebenso werden hier die Holzhäuser der Firma Rörvikshus produziert.
In Draget, etwas südlich von Rörvik, befindet sich das Schulmuseum Dragets skolmuseum.
Die schwedische Autorin Carin Rickardsson (* 1942) wuchs in der Umgebung Rörviks auf.